# Gwiezdne wojny

Logo serii Gwiezdne wojny

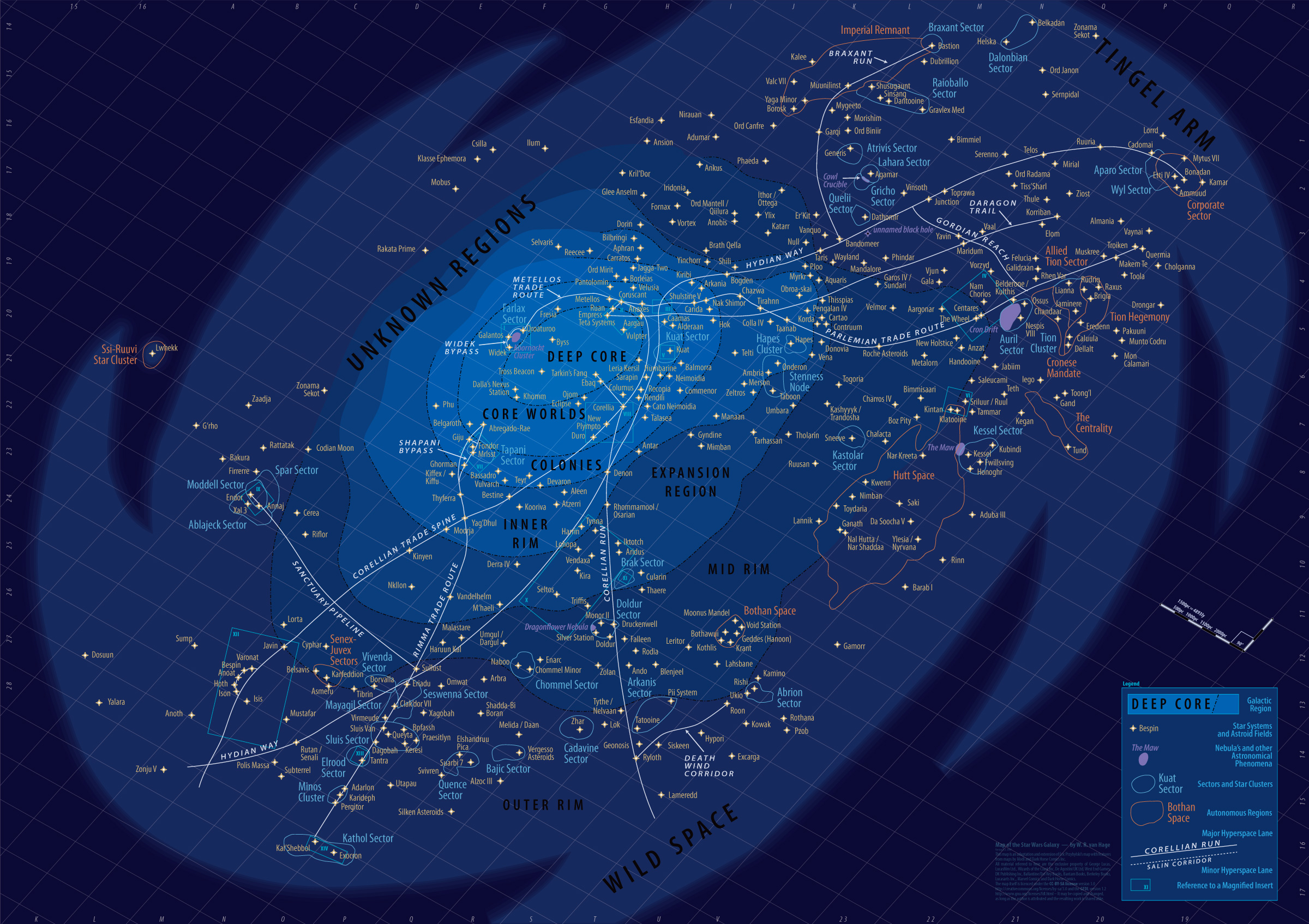
Mapa galaktyki, w której rozgrywa się akcja Gwiezdnych wojen (w starym kanonie)

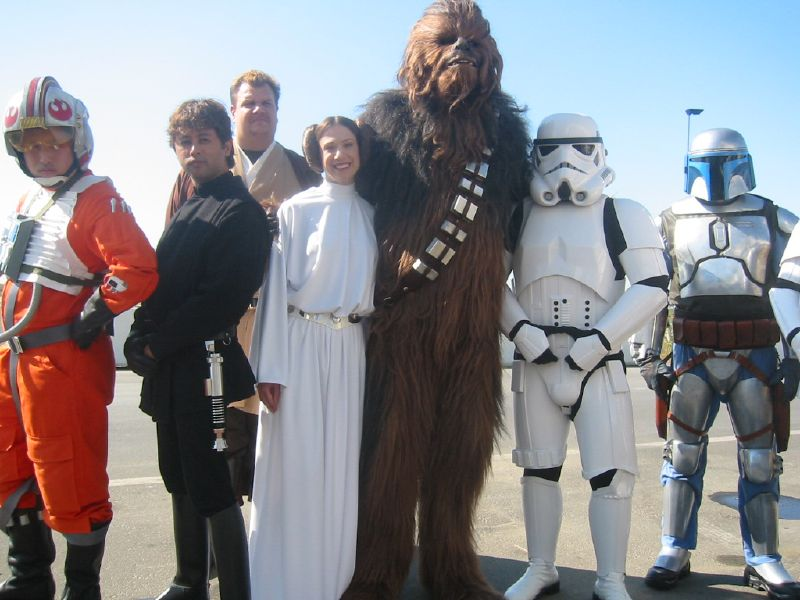
Cosplay Lei, Luke’a i innych postaci

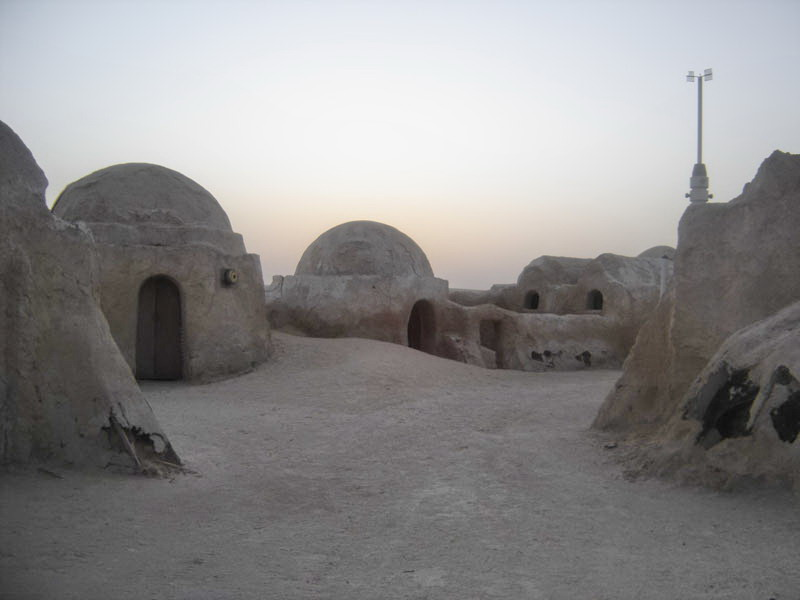
Tatooine

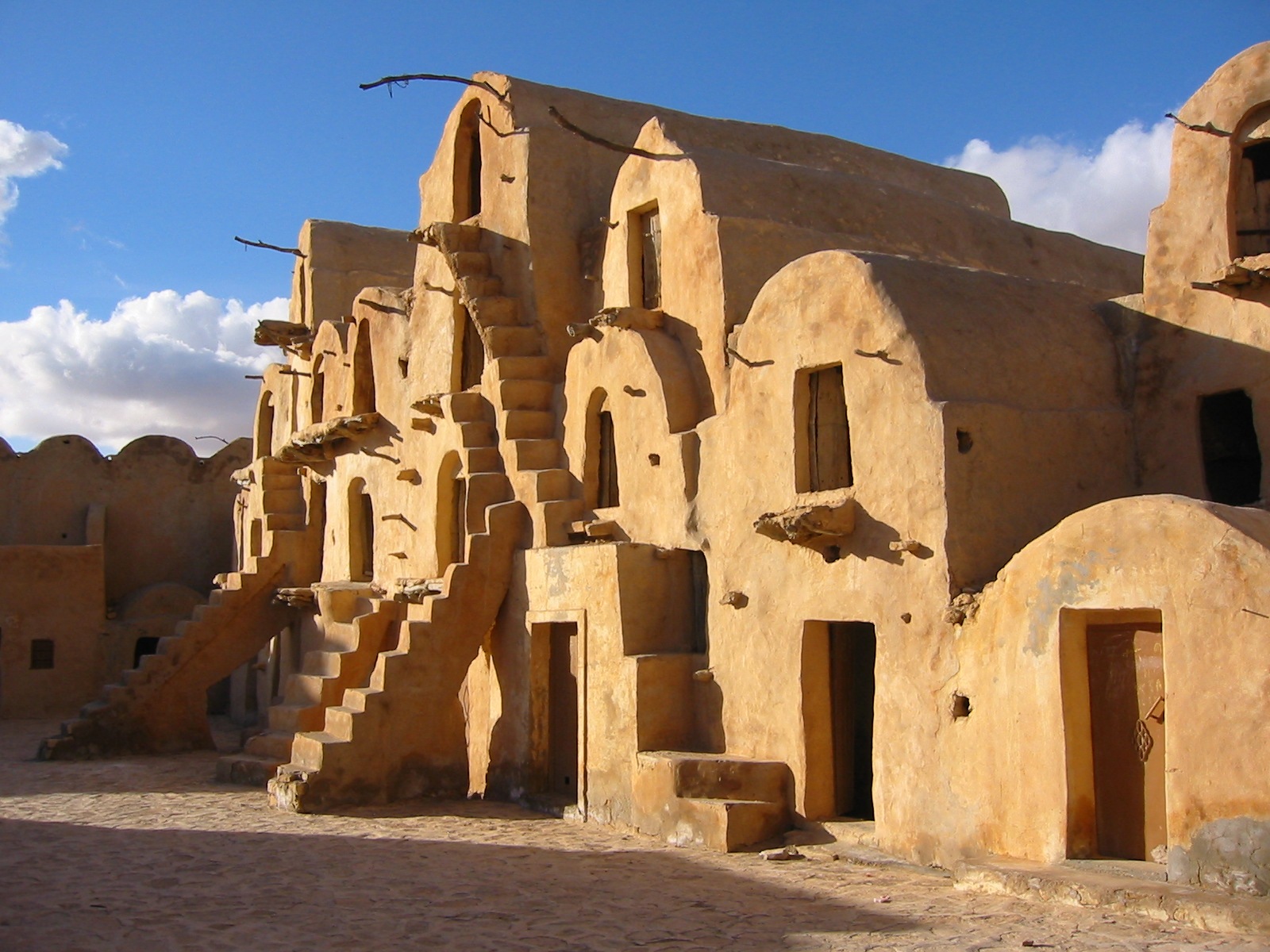
Tatooine

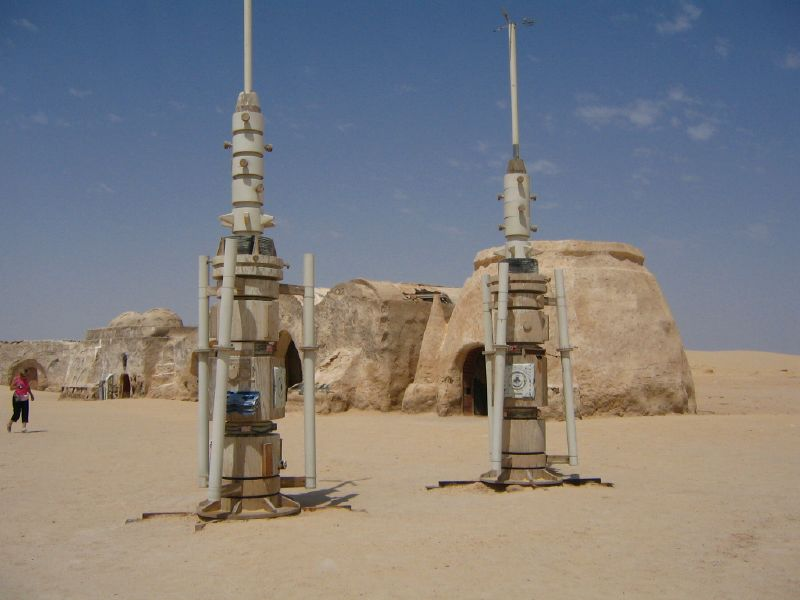
Skraplacze wilgoci na planecie Tatooine

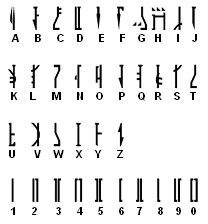
Alfabet i cyfry Mandalorian

Gwiezdne wojny (ang. Star Wars) – amerykańska franczyza filmowa z gatunku space opera oparta na trylogii filmów stworzonej przez George’a Lucasa.
Franczyza została zapoczątkowana w 1977 roku premierą filmu Star Wars (któremu później dodano podtytuł: Część IV – Nowa nadzieja). Stał się on światowym popkulturowym fenomenem. W kolejnych latach Lucasfilm wyprodukował dwa sequele – Imperium kontratakuje (1980) oraz Powrót Jedi (1983). Wszystkie trzy filmy stanowią oryginalną trylogię Gwiezdnych wojen. W latach 1999–2005 powstała trylogia prequeli – Mroczne widmo (1999), Atak klonów (2002) i Zemsta Sithów (2005).
W 2012 roku firma Walt Disney Company przejęła Lucasfilm za 4,06 mld USD i uzyskała prawa do dystrybucji kolejnych filmów serii. Były dystrybutor 20th Century Fox zachował prawa do fizycznej dystrybucji dwóch pierwszych trylogii, był właścicielem praw do filmu z 1977 roku, a także posiadał prawa do części I, II, III, V i VI do maja 2020 roku. Walt Disney Studios jest właścicielem praw do cyfrowej dystrybucji filmów, z wyjątkiem Nowej nadziei.
W 2015 roku odbyła się premiera filmu Gwiezdne wojny: Przebudzenie Mocy, który zapoczątkował nową trylogię sequeli. W kolejnych latach ukazały się następne części: Ostatni Jedi (2017) oraz Skywalker. Odrodzenie (2019). W tym okresie powstały też dwa spin-offy – Łotr 1 (2016) oraz Han Solo (2018).
Gwiezdne wojny osiągnęły komercyjny sukces, zarabiając do końca 2019 roku prawie 10 mld USD. Aktualnie Gwiezdne wojny zajmują 2. miejsce w rankingu najbardziej dochodowych serii filmowych.
Seria stworzyła rozległą franczyzę – Star Wars Expanded Universe – rozszerzoną o powieści, komiksy, seriale telewizyjne oraz gry komputerowe. W 2015 roku całkowita wartość franczyzy wyniosła 42 mld USD, co pozwoliło zająć jej 2. miejsce wśród najbardziej dochodowych franczyz.

## Świat przedstawiony
Zdanie Dawno, dawno temu w odległej galaktyce... rozpoczynające każdy z filmów jest jedyną wskazówką co do miejsca i czasu akcji. Wydarzenia pokazane w filmach są opowieściami z przeszłości, na wzór fabuły baśni oraz starożytnych eposów o herosach.
Akcja filmów dzieje się na przestrzeni ponad 60 lat. Akcja utworów należących do Legend sięga nawet ponad 25 000 lat wstecz oraz ponad wiek naprzód, opisując niekanoniczną przyszłość w której rasa zwana Yuuzhan Vong przybywa spoza galaktyki i próbuje ją podbić.
Galaktykę zamieszkują ludzie i wiele innych inteligentnych gatunków, często humanoidalnych. Powszechny jest hipernapęd umożliwiający szybkie podróże międzygwiezdne. Broń palna jest rzadka, zamiast niej używane są blastery oraz charakterystyczne miecze świetlne, z których korzystają dysponujący Mocą Jedi i wrodzy im Sithowie.

## Postacie

### Główny cykl filmów
Główne
Darth Vader (Anakin Skywalker) • Luke Skywalker • Obi-Wan Kenobi • Palpatine • Han Solo • Leia Organa • Chewbacca • Padmé Amidala • C-3PO • R2-D2 • Yoda • Rey • Finn • Kylo Ren • BB-8 • Poe Dameron
Drugoplanowe
Aayla Secura • Admirał Ackbar • Bail Organa • Beru Lars • Bib Fortuna • Boba Fett • Darth Maul • Hrabia Dooku • Finis Valorum • Grievous • Admirał Holdo • Generał Hux • Jabba • Jango Fett • Jar Jar Binks • Kapitan Phasma • Ki-Adi Mundi • Kit Fisto • Lando Calrissian • Lobot • Mace Windu • Maz Kanata • Mon Mothma • Nute Gunray • Owen Lars • Plo Koon • Kapitan Panaka • Rose Tico • Qui-Gon Jinn • Shmi Skywalker • Snoke • Watto • Wilhuff Tarkin • Wicket • Wedge Antilles

### Inne filmy, seriale, gry itd.
Jyn Erso • Cassian Andor • K-2SO • Saw Gerrera • Orson Krennic • Ahsoka Tano • Asajj Ventress • Galen Marek • Revan • Kreia • Kyle Katarn • Mara Jade • Thrawn • Qi’ra • Tobias Beckett • Dryden Vos • Din Djarin (Mandalorianin) • Grogu (Dziecko) • Cara Dune • Greef Karga • Ezra Bridger • Kanan Jarrus • Garazeb Orrelios • Sabine Wren • Hera Syndulla • Bodhi Rook

### Frakcje
Republika Galaktyczna • Imperium Galaktyczne • Jedi • Sithowie • Sojusz Rebeliantów • Nowa Republika • Konfederacja Systemów Niezależnych • Federacja Handlowa • Mandalorianie • Najwyższy Porządek • Ruch Oporu • Droidy • Szturmowcy • Żołnierze-klony

## Filmy

### Główne filmy kinowe
| Tytuł                            | Data premiery (USA) | Reżyseria           | Scenariusz                                    | Pomysł                                                       | Produkcja                                       | Źródła              |
| Oryginalna trylogia              | Oryginalna trylogia | Oryginalna trylogia | Oryginalna trylogia                           | Oryginalna trylogia                                          | Oryginalna trylogia                             | Oryginalna trylogia |
| -------------------------------- | ------------------- | ------------------- | --------------------------------------------- | ------------------------------------------------------------ | ----------------------------------------------- | ------------------- |
| Część IV – Nowa nadzieja         | 25 maja 1977        | George Lucas        | George Lucas                                  | George Lucas                                                 | Gary Kurtz                                      | [ 12 ] [ 13 ]       |
| Część V – Imperium kontratakuje  | 21 maja 1980        | Irvin Kershner      | Leigh Brackett i Lawrence Kasdan              | George Lucas                                                 | Gary Kurtz                                      | [ 14 ] [ 15 ]       |
| Część VI – Powrót Jedi           | 25 maja 1983        | Richard Marquand    | Lawrence Kasdan i George Lucas                | George Lucas                                                 | Howard Kazanjian                                | [ 16 ] [ 17 ]       |
| Trylogia prequeli                |                     |                     |                                               |                                                              |                                                 |                     |
| Część I – Mroczne widmo          | 19 maja 1999        | George Lucas        | George Lucas                                  | George Lucas                                                 | Rick McCallum                                   | [ 18 ]              |
| Część II – Atak klonów           | 16 maja 2002        | George Lucas        | George Lucas i Jonathan Hales                 | George Lucas                                                 | Rick McCallum                                   | [ 19 ] [ 20 ]       |
| Część III – Zemsta Sithów        | 19 maja 2005        | George Lucas        | George Lucas                                  | George Lucas                                                 | Rick McCallum                                   | [ 21 ] [ 22 ]       |
| Trylogia sequeli                 |                     |                     |                                               |                                                              |                                                 |                     |
| Część VII – Przebudzenie Mocy    | 18 grudnia 2015     | J.J. Abrams         | J.J. Abrams & Lawrence Kasdan i Michael Arndt | J.J. Abrams & Lawrence Kasdan i Michael Arndt                | Kathleen Kennedy, J.J. Abrams i Bryan Burk      | [ 23 ]              |
| Część VIII – Ostatni Jedi        | 15 grudnia 2017     | Rian Johnson        | Rian Johnson                                  | Rian Johnson                                                 | Kathleen Kennedy i Ram Bergman                  | [ 24 ] [ 25 ]       |
| Część IX – Skywalker. Odrodzenie | 20 grudnia 2019     | J.J. Abrams         | Chris Terrio & J.J. Abrams                    | Derek Connolly & Colin Trevorrow, Chris Terrio & J.J. Abrams | Kathleen Kennedy, J.J. Abrams i Michelle Rejwan | [ 26 ] [ 27 ]       |

### Gwiezdne wojny – historie
| Tytuł    | Data premiery (USA) | Reżyseria      | Scenariusz                        | Pomysł                            | Produkcja                                          | Źródła |
| -------- | ------------------- | -------------- | --------------------------------- | --------------------------------- | -------------------------------------------------- | ------ |
| Łotr 1   | 16 grudnia 2016     | Gareth Edwards | Chris Weitz i Tony Gilroy         | John Knoll i Gary Whitta          | Kathleen Kennedy, Allison Shearmur i Simon Emanuel | [ 28 ] |
| Han Solo | 25 maja 2018        | Ron Howard     | Jonathan Kasdan & Lawrence Kasdan | Jonathan Kasdan & Lawrence Kasdan | Kathleen Kennedy, Allison Shearmur i Simon Emanuel | [ 29 ] |

### Historia serii

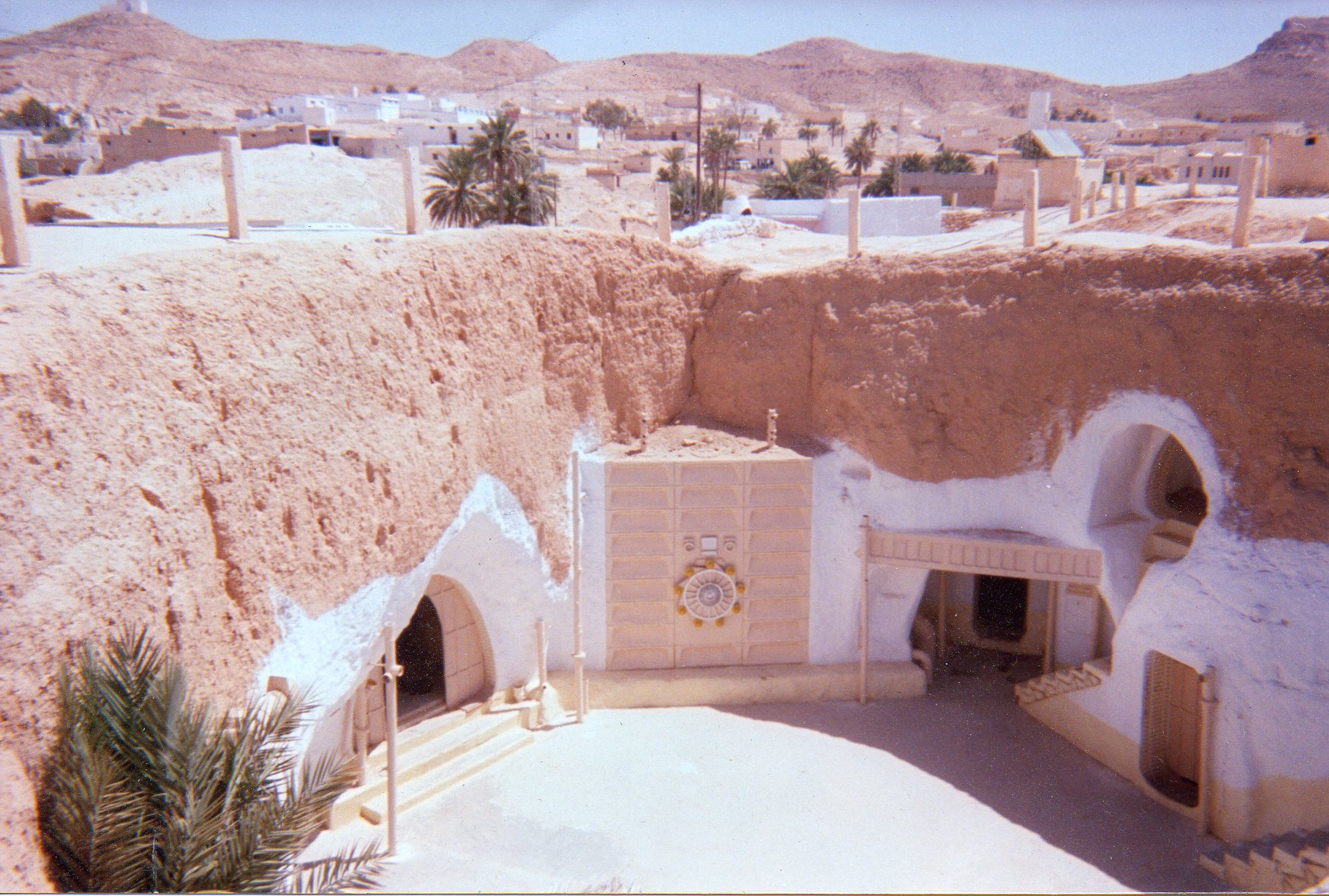
Plan zdjęciowy w Tunezji, w miejscowości Tatawin, gdzie filmowano sceny dziejące się na Tatooine.

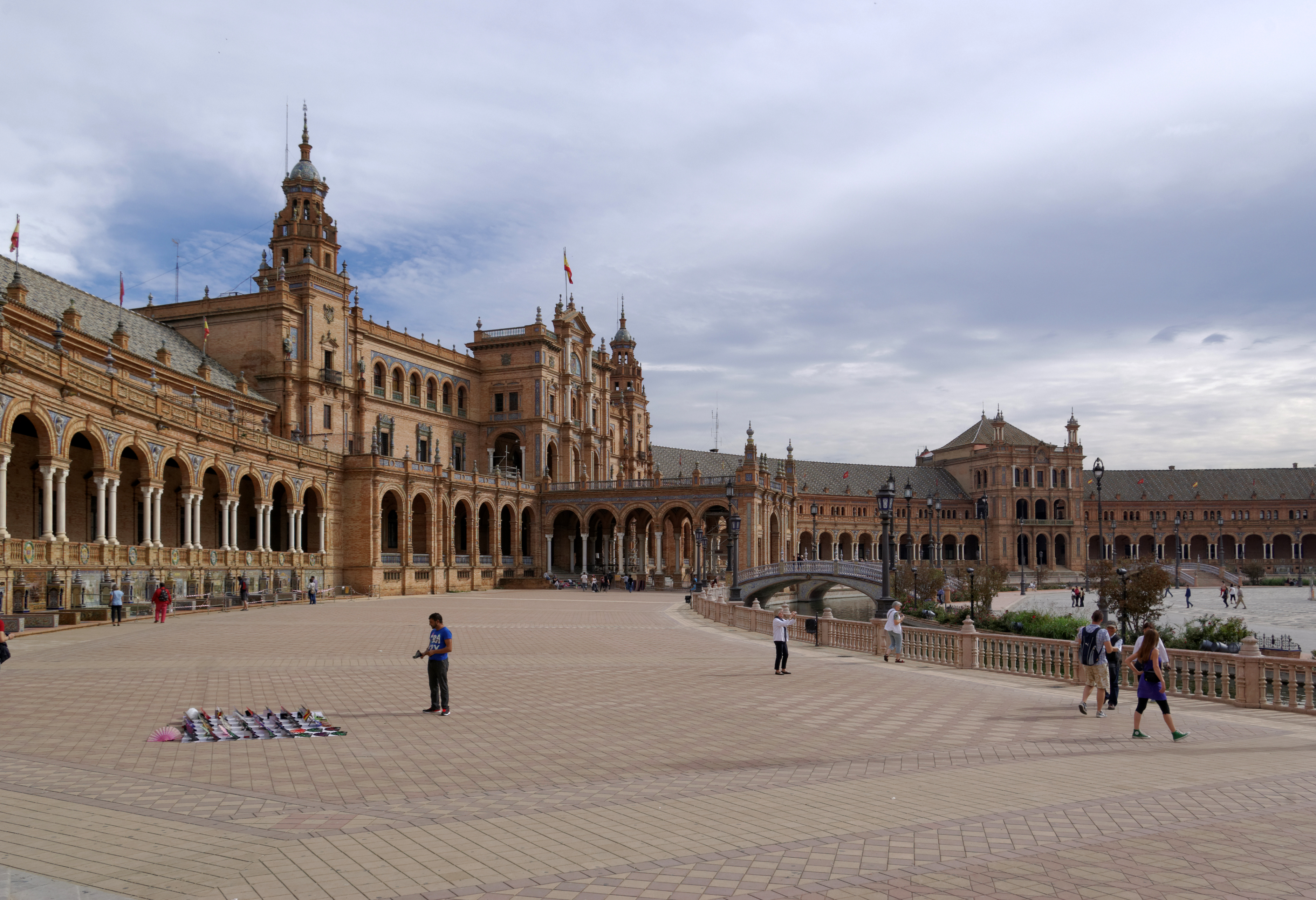
Plac w Sewilli – plener planety Naboo.

Pomysł Gwiezdnych wojen powstał we wczesnych latach 70. XX wieku i w tym czasie był wielokrotnie zmieniany. Oryginalny film Gwiezdne wojny (jeszcze bez podtytułu Część IV: Nowa nadzieja, który dodano w 1981 roku) miał premierę w 1977 roku, ale rok wcześniej wydano adaptację książkową autorstwa Alana Deana Fostera (jako ghostwritera). Zgodnie z wypowiedzią Fostera udzieloną magazynowi Empire, w przypadku, gdyby film nie odniósł znaczącego sukcesu, planowano jego niskobudżetową kontynuację na bazie książki Spotkanie na Mimban.
Gwiezdne wojny okazały się jednak przebojem, co pozwoliło na nakręcenie dwóch kolejnych filmów, o uprzednio zaplanowanej fabule. W 1993 roku ogłoszono, że powstanie kolejna trylogia – prequele uzupełniające historię Anakina Skywalkera. W 1999 ukazał się pierwszy film z nowej serii – Mroczne widmo, zaś premiera szóstego filmu (w kolejności kręcenia), czyli Zemsty Sithów, odbyła się 19 maja 2005.
30 października 2012 wytwórnia Lucasfilm, odpowiedzialna za dotychczasowe części serii, została sprzedana korporacji The Walt Disney Company (za 4,05 miliarda dolarów). Studio zaplanowało realizację trzech sequeli. Pierwszy – Przebudzenie Mocy, powstał w 2015 roku i został wyreżyserowany przez J.J. Abramsa.

### Przyszłe filmy
Pojawiły się liczne zapowiedzi przyszłych filmów, lecz jak dotąd tylko dwóm wyznaczono daty premier. The Mandalorian & Grogu, w reżyserii Jona Favreau, ma się pojawić 22 maja 2026. Nieco ponad rok później ma mieć premierę film Star Wars: Starfighter, którego reżyserem jest Shawn Levy, a główną rolę ma grać Ryan Gosling.
Wcześniej zapowiedziano m.in. Star Wars: Rogue Squadron, w reżyserii Patty Jenkins, i film o Lando Calrissianie, lecz ich przyszłość jest niepewna.

## Analiza filmów

### Miejsce w kulturze
Filmy czerpią bardzo wiele z archetypowych postaci i motywów obecnych w klasycznej literaturze. Oparte są one na koncepcji Mocy – energii, która może być kontrolowana przez kogoś obdarzonego wrodzoną zdolnością, oraz odpowiednio wytrenowanego, aby móc z niej korzystać. Moc może być użyta, aby przesuwać przedmioty, czytać i kontrolować myśli, a nawet wpływać na przebieg bitew. Można tu dopatrzyć się pewnych inspiracji mitologią hinduską (Brahman). W Galaktyce istnieje zakon Jedi – światłych rycerzy jasnej strony Mocy, stojących na straży pokoju. Wielu upadłych Jedi, którzy opuścili zakon, pogrążyło się w chaosie. Mroczni Jedi utworzyli w zamierzchłych czasach imperium Sithów, w którym tworzyła się kultura adeptów ciemnej strony. Po jego unicestwieniu, ostatni lordowie Sith „w ukryciu” czekali na odpowiednią chwilę, by znów zawładnąć galaktyką (rządy Imperatora).
Akcja toczy się Dawno, dawno temu, w odległej galaktyce… Zdanie to pojawia się na początku każdej z części filmu oraz w wielu nawiązaniach. Budzi jednocześnie skojarzenia z antyczną epiką heroiczną.

#### Polityka
Jednym z najczęściej wspominanych nawiązań jest nazwa systemu obronnego USA: Wojny Gwiezdne, któremu nazwę nadał prezydent Ronald Reagan. W 1983 komunistyczny reżim ZSRR został natomiast przez niego określony mianem imperium zła.
Do motywów i postaci z Gwiezdnych wojen nawiązują także wypowiedzi polskich polityków (np. Tomasz Nałęcz w 2003 w wywiadzie dla radia RMF FM nazwał autorów propozycji korupcyjnej złożonej Adamowi Michnikowi „Imperium zła”, i stwierdził, że Lord Vader się zaniepokoił działaniami komisji śledczej).

#### Nawiązania do innych filmów
Liczba 1138 pojawia się w wielu filmach (m.in. pierwszych sześciu kanonicznych), a także w niektórych grach. Jeden z pierwszych filmów Lucasa to Elektroniczny labirynt THX 1138 4EB, którego akcja ma miejsce w roku 2187. W części IV Leia jest uwięziona w celi 2187, a imię jednego z głównych bohaterów części VII to FN-2187. Jest to inspiracja filmem 21-87 Arthura Lipsetta.

#### Wpływ na kulturę masową
Popularność sagi George’a Lucasa jest zjawiskiem na skalę światową. Jest to fenomen kinematograficzny, techniczny, ale też np. socjologiczny. Gwiezdne wojny są wyjątkowo silnie zakorzenione w kulturze; trudno jest zliczyć nawiązania do tych filmów Lucasa, zwłaszcza w kulturze popularnej.

### Główne motywy i interpretacje
Gwiezdne wojny przedstawiają samoniszczącą naturę gniewu i nienawiści. Określają to słowa Mistrza Yody: Strach prowadzi do gniewu, gniew prowadzi do nienawiści, nienawiść prowadzi do cierpienia, cierpienie prowadzi na Ciemną Stronę Mocy. Zło ma podstawy psychologiczne, a nienawiść rodzi się w człowieku w wyniku cierpienia, jakiego ów człowiek doświadcza. Anakin / Vader w dzieciństwie był pogardzanym niewolnikiem, nigdy nie miał ojca i wcześnie oddzielony został od matki, której późniejszej tragicznej śmierci nie mógł przez to zapobiec. Równocześnie młodzieniec kuszony jest przez zło (uosabiane przez mroczną postać Dartha Sidiousa), które odwołuje się do jego ambicji i podsyca je, aby ostatecznie zawrzeć „szatański pakt” – poddanie się mu za cenę zaspokojenia własnych pragnień i posiadania wszechmocy, która okazuje się złudna.
Dobro i Zło są w Gwiezdnych wojnach przedstawione jednoznacznie, jednak nie oznacza to, że opisywany świat jest czarno-biały: nawet Jedi (w tym Mistrz Yoda) mają swoje słabości. Nawet Vader nie jest w istocie zły, jest zwyczajnym człowiekiem, który uległ powabom zła. Gwiezdne wojny to opowieść o sile tkwiącej w miłości: to, czego nie mogli dokonać najwięksi i najpotężniejsi Rycerze Jedi – pokonanie Sithów – dokonuje się dzięki miłości syna do ojca oraz ojca do syna. Opowieść zestawia też dwa rodzaje „miłości”: egoistyczną, wpychającą Anakina w objęcia Ciemnej Strony, oraz altruistyczną, która doprowadza do jego ostatecznego ocalenia.
Istnieje także antytechnologiczna interpretacja. Prymitywne ludy Ewoków i Gungan pokonują wrogów wyposażonych w nowoczesną broń. Bywa to także interpretowane jako rozrachunek Lucasa z zakończoną na krótko przed rozpoczęciem zdjęć do pierwszej trylogii wojną w Wietnamie.

### Muzyka
Muzykę do wszystkich części Gwiezdnych wojen skomponował John Williams, za co w 1978 roku otrzymał Oscara w kategorii „Najlepsza muzyka oryginalna”, a w latach 1981, 1984, 2016, 2018 i 2020 był nominowany do tej nagrody.

### Inspiracje
Kręcąc oryginalną sagę George Lucas inspirował się przede wszystkim powieścią Franka Herberta Diuna oraz komiksem science fiction Valerian (oba zostały wydane w latach 60. XX wieku). Duże znaczenie miały również Władca Pierścieni J.R.R. Tolkiena, cykl Fundacja Isaaca Asimova i filmy o samurajach (m.in. w reżyserii Akiry Kurosawy).

## Inne media

### Expanded Universe (Legendy)
Expanded Universe (EU), czyli z ang. rozszerzony wszechświat, obejmuje wszystkie oficjalnie licencjonowane materiały poza obiema filmowymi trylogiami. Są to książki, komiksy, gry komputerowe i fabularne, seriale animowane oraz inne rodzaje wydawnictw. EU zapoczątkowany został książką Spotkanie na Mimban napisaną przez Alana Deana Fostera w 1978 roku. Expanded Universe obejmuje okres daleko wybiegający poza ramy filmów, bardzo rozbudowując historię Galaktyki, zarówno przed akcją filmów, jak i po nich. Książki najczęściej skupiają się na wydarzeniach poprzedzających lub następujących bezpośrednio po akcji filmów.
EU wprowadza wiele nowych postaci. Są nimi np. bliźniaki Jaina i Jacen Solo, Mara Jade oraz taktyczny geniusz: wielki admirał Thrawn. Wprowadzone są nowe wielkie historie, takie jak wojna z Yuuzhan Vongami, także historia postaci pobocznych w EU jest znacząco rozbudowana – na przykład losy Jango i Bobby Fetta. Dokładnie zostają też opisane historie Sithów, wraz z wprowadzeniem Zasady Dwóch, czy też historia zakonu Jedi.
25 kwietnia 2014, planując wydanie siódmego filmu, firma Lucasfilm Ltd. ogłosiła, że za kanon z wydanych dotąd utworów uważane będą tylko dwie filmowe trylogie i serial animowany Gwiezdne wojny: Wojny klonów, a pierwszym nowym elementem będzie Star Wars: Rebelianci. Kolejne wydania pozostałych utworów z poprzedniego EU otrzymały szyld Legends.

### Adaptacja radiowa
Radiowa adaptacja Gwiezdnych wojen została wyemitowana w amerykańskim National Public Radio w 1981 roku. Potem kolejno przedstawiono nagrania dwóch pozostałych części. Scenariusze były stworzone przez pisarza science-fiction Briana Delaya, który także napisał serię książek o przygodach Hana Solo.

### Seriale animowane
| Tytuł                 | Sezon       | Odcinki | Wydanie              | Wydanie              | Wydanie         | Showrunner                   | Status |
| Tytuł                 | Sezon       | Odcinki | Pierwsza emisja      | Ostatnia emisja      | Stacja          | Showrunner                   | Status |
| --------------------- | ----------- | ------- | -------------------- | -------------------- | --------------- | ---------------------------- | ------ |
| Droidy                | 1           | 13      | 7 września 1985      | 30 listopada 1985    | ABC             | Miki Herman i Peter Sauder   | Wydane |
| Droidy                | Film        | Film    | 7 czerwca 1986       | 7 czerwca 1986       | ABC             | Clive A. Smith               | Wydane |
| Ewoki                 | 1           | 13      | 7 września 1985      | 30 listopada 1985    | ABC             | Miki Herman i Peter Sauder   | Wydane |
| Ewoki                 | 2           | 13      | 13 września 1986     | 13 grudnia 1986      | ABC             | Miki Herman i Peter Sauder   | Wydane |
| Wojny klonów          | Film        | Film    | 15 sierpnia 2008     | 15 sierpnia 2008     | Premiera kinowa | Dave Filoni                  | Wydane |
| Wojny klonów          | 1           | 22      | 3 października 2008  | 20 marca 2009        | Cartoon Network | Dave Filoni                  | Wydane |
| Wojny klonów          | 2           | 22      | 2 października 2009  | 30 kwietnia 2010     | Cartoon Network | Dave Filoni                  | Wydane |
| Wojny klonów          | 3           | 22      | 17 września 2010     | 1 kwietnia 2011      | Cartoon Network | Dave Filoni                  | Wydane |
| Wojny klonów          | 4           | 22      | 16 września 2011     | 16 marca 2012        | Cartoon Network | Dave Filoni                  | Wydane |
| Wojny klonów          | 5           | 20      | 29 września 2012     | 2 marca 2013         | Cartoon Network | Dave Filoni                  | Wydane |
| Wojny klonów          | 6           | 13      | 7 marca 2014         | 7 marca 2014         | Netflix         | Dave Filoni                  | Wydane |
| Wojny klonów          | 7           | 12      | 21 lutego 2020       | 8 maja 2020          | Disney+         | Dave Filoni                  | Wydane |
| Rebelianci            | Miniodcinki | 4       | 11 sierpnia 2014     | 1 września 2014      | Disney XD       | Dave Filoni                  | Wydane |
| Rebelianci            | Film        | Film    | 26 września 2014     | 26 września 2014     | Disney XD       | Dave Filoni                  | Wydane |
| Rebelianci            | 1           | 15      | 3 października 2014  | 2 marca 2015         | Disney XD       | Dave Filoni                  | Wydane |
| Rebelianci            | 2           | 22      | 20 czerwca 2015      | 30 marca 2016        | Disney XD       | Dave Filoni                  | Wydane |
| Rebelianci            | 3           | 22      | 24 września 2016     | 25 marca 2017        | Disney XD       | Justin Ridge                 | Wydane |
| Rebelianci            | 4           | 16      | 16 października 2017 | 5 marca 2018         | Disney XD       | Dave Filoni                  | Wydane |
| Ruch oporu            | Miniodcinki | 12      | 10 grudnia 2018      | 31 grudnia 2018      | Disney Channel  | Justin Ridge                 | Wydane |
| Ruch oporu            | 1           | 21      | 7 października 2018  | 17 marca 2019        | Disney Channel  | Justin Ridge                 | Wydane |
| Ruch oporu            | 2           | 19      | 6 października 2019  | 26 stycznia 2020     | Disney Channel  | Justin Ridge                 | Wydane |
| Parszywa zgraja       | 1           | 16      | 4 maja 2021          | 13 sierpnia 2021     | Disney+         | Jennifer Corbet              | Wydane |
| Parszywa zgraja       | 2           | 16      | 4 stycznia 2023      | 29 marca 2023        | Disney+         | Jennifer Corbet              | Wydane |
| Parszywa zgraja       | 3           | 15      | 21 lutego 2024       | 1 maja 2024          | Disney+         | Jennifer Corbet              | Wydane |
| Wizje                 | 1           | 9       | 22 września 2021     | 22 września 2021     | Disney+         | NIE DOTYCZY                  | Wydane |
| Wizje                 | 2           | 9       | 4 maja 2023          | 4 maja 2023          | Disney+         | NIE DOTYCZY                  | Wydane |
| Opowieści Jedi        | 1           | 6       | 26 października 2022 | 26 października 2022 | Disney+         | Dave Filoni i Charles Murray | Wydane |
| Przygody młodych Jedi | 1           | 25      | 4 maja 2023          | 14 lutego 2024       | Disney+         | Michael Olson                | Wydane |
| Opowieści Imperium    | 1           | 6       | 4 maja 2024          | 4 maja 2024          | Disney+         | Dave Filoni i Charles Murray | Wydane |

### Krótkometrażowe seriale animowane
| Tytuł                 | Sezon | Odcinki | Wydanie              | Wydanie             | Wydanie         | Showrunner                                    | Status |
| Tytuł                 | Sezon | Odcinki | Pierwsza emisja      | Ostatnia emisja     | Stacja          | Showrunner                                    | Status |
| --------------------- | ----- | ------- | -------------------- | ------------------- | --------------- | --------------------------------------------- | ------ |
| Wojny klonów          | 1     | 10      | 7 listopada 2003     | 20 listopada 2003   | Cartoon Network | Genndy Tartakovsky                            | Wydane |
| Wojny klonów          | 2     | 10      | 26 marca 2004        | 8 kwietnia 2004     | Cartoon Network | Genndy Tartakovsky                            | Wydane |
| Wojny klonów          | 3     | 5       | 21 marca 2005        | 25 marca 2005       | Cartoon Network | Genndy Tartakovsky                            | Wydane |
| Blips                 | 1     | 8       | 3 maja 2017          | 4 września 2017     | YouTube         |                                               | Wydane |
| Forces of Destiny     | 1     | 16      | 3 lipca 2017         | 1 listopada 2017    | YouTube         | Carrie Beck & Dave Filoni                     | Wydane |
| Forces of Destiny     | 2     | 16      | 19 marca 2018        | 25 maja 2018        | YouTube         | Carrie Beck & Dave Filoni                     | Wydane |
| Galaxy of Adventures  | 1     | 36      | 30 listopada 2018    | 13 lipca 2019       | YouTube         | Josh Rimes                                    | Wydane |
| Galaxy of Adventures  | 2     | 19      | 13 marca 2020        | 2 października 2020 | YouTube         | Josh Rimes                                    | Wydane |
| Roll out              | 1     | 16      | 9 sierpnia 2019      | 1 kwietnia 2020     | YouTube         | Hideo Itoyanagi                               | Wydane |
| Jedi Temple Challenge | 1     | 10      | 10 czerwca 2020      | 5 sierpnia 2020     | YouTube         | Scott Bromley, Mickey Capoferri i Steve Blank | Wydane |
| Galaxy of Creatures   | 1     | 12      | 14 października 2021 | 18 listopada 2021   | YouTube         | Josh Rimes                                    | Wydane |

### Filmy telewizyjne
| Tytuł                     | Data premiery (USA) | Reżyseria            | Scenariusz                                                         | Pomysł       | Stacja  | Źródła               |
| ------------------------- | ------------------- | -------------------- | ------------------------------------------------------------------ | ------------ | ------- | -------------------- |
| Star Wars Holiday Special | 17 listopada 1978   | Steve Binder         | Pat Proft, Leonard Ripps, Bruce Vilanch, Rod Warren i Mitzie Welch | George Lucas | CBS     | [ 86 ]               |
| Przygoda wśród Ewoków     | 25 listopada 1984   | John Korty           | Bob Carrau                                                         | George Lucas | ABC     | [ 87 ] [ 88 ] [ 89 ] |
| Ewoki: Bitwa o Endor      | 24 listopada 1985   | Jim Wheat, Ken Wheat | Jim Wheat, Ken Wheat                                               | George Lucas | ABC     | [ 87 ] [ 88 ] [ 89 ] |
| A Droid Story             | BRAK DANYCH         | BRAK DANYCH          | BRAK DANYCH                                                        | BRAK DANYCH  | Disney+ | [ 90 ]               |

### Seriale aktorskie
| Tytuł             | Sezon | Odcinki     | Wydanie              | Wydanie             | Wydanie | Showrunner                   | Status          | Źródła                                  |
| Tytuł             | Sezon | Odcinki     | Pierwsza emisja      | Ostatnia emisja     | Stacja  | Showrunner                   | Status          | Źródła                                  |
| ----------------- | ----- | ----------- | -------------------- | ------------------- | ------- | ---------------------------- | --------------- | --------------------------------------- |
| The Mandalorian   | 1     | 8           | 12 listopada 2019    | 27 grudnia 2019     | Disney+ | Jon Favreau                  | Wydane          | [ 91 ]                                  |
| The Mandalorian   | 2     | 8           | 30 października 2020 | 18 grudnia 2020     | Disney+ | Jon Favreau                  | Wydane          | [ 92 ]                                  |
| The Mandalorian   | 3     | 8           | 1 marca 2023         | 19 kwietnia 2023    | Disney+ | Jon Favreau                  | Wydane          | [ 93 ] [ 94 ] [ 95 ] [ 96 ]             |
| The Mandalorian   | 4     | BRAK DANYCH | BRAK DANYCH          | BRAK DANYCH         | Disney+ | Jon Favreau                  | W fazie rozwoju | [ 96 ]                                  |
| Księga Boby Fetta | 1     | 7           | 29 grudnia 2021      | 9 lutego 2022       | Disney+ | Jon Favreau                  | Wydane          | [ 97 ] [ 98 ] [ 99 ] [ 100 ]            |
| Obi-Wan Kenobi    | 1     | 6           | 27 maja 2022         | 22 czerwca 2022     | Disney+ | Joby Harold                  | Wydane          | [ 101 ] [ 102 ] [ 103 ] [ 104 ] [ 105 ] |
| Andor             | 1     | 12          | 21 września 2022     | 23 listopada 2022   | Disney+ | Tony Gilroy                  | Wydane          | [ 106 ] [ 107 ] [ 108 ] [ 109 ]         |
| Andor             | 2     | 12          | 22 kwietnia 2025     | 13 maja 2025        | Disney+ | Tony Gilroy                  | Wydane          | [ 110 ] [ 111 ]                         |
| Ahsoka            | 1     | 8           | 23 sierpnia 2023     | 4 października 2023 | Disney+ | Jon Favreau i Dave Filoni    | Wydane          | [ 112 ]                                 |
| Akolita           | 1     | 8           | 4 czerwca 2024       | 16 lipca 2024       | Disney+ | Leslye Headland              | Wydane          | [ 113 ]                                 |
| Załoga rozbitków  | 1     | 8           | 2 grudnia 2024       | 14 stycznia 2025    | Disney+ | Jon Watts i Christopher Ford | Wydane          | [ 114 ]                                 |

### Filmy i seriale Lego
| Tytuł                                 | Data premiery (USA) | Reżyseria                                                          | Scenariusz                                           | Stacja          | Źródła          |       |
| Filmy                                 | Filmy               | Filmy                                                              | Filmy                                                | Filmy           | Filmy           | Filmy |
| ------------------------------------- | ------------------- | ------------------------------------------------------------------ | ---------------------------------------------------- | --------------- | --------------- | ----- |
| Lego Star Wars: Revenge of the Brick  | 8 maja 2005         | Royce Graham, Pete Bregman, Mark Hamill, Bill Horvath, Karl Turkel | Daniel Lipkowitz                                     | Cartoon Network | [ 115 ] [ 116 ] |       |
| Lego Star Wars: Poszukiwanie R2-D2    | 27 sierpnia 2009    | Peder Pedersen                                                     | Ole Holm Christensen, Daniel Lipkowitz, Keith Malone | Cartoon Network | [ 117 ]         |       |
| Lego Star Wars: Wielki łowca          | 27 listopada 2010   | Peder Pedersen                                                     | Daniel Lipkowitz                                     | Cartoon Network | [ 118 ]         |       |
| Lego Star Wars: Padawańskie widmo     | 22 lipca 2011       | David Scott                                                        | Michael Price                                        | Cartoon Network | [ 119 ] [ 120 ] |       |
| Lego Star Wars: Upadek Imperium       | 26 września 2012    | Guy Vasilovich                                                     | Michael Price                                        | Cartoon Network | [ 121 ] [ 122 ] |       |
| Lego Star Wars: Świąteczna przygoda   | 17 listopada 2020   | Ken Cunningham                                                     | David Shayne                                         | Disney+         | [ 123 ] [ 124 ] |       |
| Lego Star Wars: Przerażające historie | 1 października 2021 | Ken Cunningham                                                     | David Shayne                                         | Disney+         | [ 125 ]         |       |
| Lego Star Wars: Wakacje               | 5 sierpnia 2022     | Ken Cunningham                                                     | David Shayne                                         | Disney+         | [ 126 ]         |       |
| Seriale                               |                     |                                                                    |                                                      |                 |                 |       |
| Lego Star Wars: Kroniki Yody          | 29 maja 2013        | Martin Skov, Michael Hegner                                        | Michael Price, Martin Skov                           | Cartoon Network | [ 127 ]         |       |
| Lego Star Wars: Opowieści droidów     | 6 lipca 2015        | Martin Skov, Michael Hegner                                        | Michael Price, Mick Kelly                            | Disney XD       | [ 128 ]         |       |
| Lego Star Wars: Przygody Freemakerów  | 20 czerwca 2016     | Michael Hegner, Jens Møller, Martin Skov                           | Bill Motz, Bob Roth                                  | Disney XD       | [ 129 ]         |       |

### Komiksy
- Mroczne Imperium (Dark Empire) 1-3 (TM-Semic 1997)
- Mroczne Imperium II (Dark Empire II) 1-3 (polska numeracja jako 4-6; TM-Semic 1997)
- Gwiezdne wojny – komiks (miesięcznik, kompilacje po kilka komiksów) 1-5/1999, 1-6/2000 (Egmont)
- Mroczne widmo (The Phantom Menace) (Egmont 1999)
- Opowieści Jedi (Tales of the Jedi) (Egmont):
- Złoty wiek Sith (Golden Age of the Sith) 1-2 (Egmont 2000)
- Upadek Imperium Sith (The Fall of the Sith Empire) (Egmont)
- Atak klonów (Attack of the Clones) (Egmont 2002)
- Trylogia Thrawna (Thrawn Trilogy) (Amber):
- Dziedzic Imperium (Heir to the Empire) (Amber)
- Ciemna strona Mocy (Dark Force Rising) (Amber)
- Ostatni Rozkaz (The Last Command) (Amber)
- Karmazynowe Imperium (Crimson Empire) (Egmont)
- Karmazynowe Impeium II: Rada w krwi (Crimson Empire II: Council of Blood) (Egmont)
- Jango Fett (Amber)
- Zam Wesell (Amber 2002)
- Ciemność I, II (Darkness) (Amber komiks 2003)
- Związek I, II (Union) (Amber komiks 2004)
- Republika (Republic) 67 (Mandragora 2005)
- Obsesja (Obsession) 1-5 (Mandragora 2005)
- Tag i Bink kopnęli w kalendarz (Tag & Bink Are Dead – Issue 1) (Mandragora 2005)
- Więzy krwi, wojny klonów (Republic – issue #64: bloodlines) (Mandragora 2005)
- Tag & Bink kopnęli w kalendarz II (Tag & Bink Are dead – Issue 2) (Mandragora 2006)
- „Generał” Skywalker (Empire #27: „General” Skywalker) 1-2 (Mandragora 2006)
- Star Wars Komiks (miesięcznik, kompilacje po kilka komiksów) (Egmont, od 2008)
- Dziedzictwo: Złamany (Legacy: Broken) (Egmont 2008)
- Dziedzictwo: Kawałki (Legacy: Shards) (Egmont 2008)
- Dziedzictwo: Smocze Szpony (Legacy: Claws of Dragon) (Egmont 2009)
- Dzieci Mocy (Egmont 2008)
- Chwila Zwątpienia (Egmont 2008)
- Ścieżka Wojownika (Egmont 2008)
- Dziedzictwo: Nowy (Egmont 2008)
- Boba Fett: Narzędzie Zniszczenia (Egmont 2008)
- Wedge Antilles: Szczęściarz (Egmont 2008)
- Sith Pośród Cieni (Egmont 2008)
- Darth Maul: Naznaczony (Egmont 2008)
- Dzięki, Stwórco (Egmont 2008)
- Troje Przeciwko Galaktyce (Egmont 2008)
- Rutyna (Egmont 2009)
- Cienie i Światło (Egmont 2009)
- Boba Fett: Poświęcenie (Egmont 2009)
- Żołnierz (Egmont 2009)
- Hoth (Egmont 2009)
- Za Linią Wroga (Egmont 2009)